# Тибиди, Алексис
Алекси́с Рональдо́ Тибиди́ (фр. Alexis Ronaldo Tibidi; род. 3 ноября 2003, Лилль) — французский футболист, нападающий клуба ЛАСК.
Отец Алексиса — Алексис Тибиди-старший, также был профессиональным футболистом.

## Клубная карьера
Тибиди — воспитанник клубов «ЭСА Бриве» и «Тулуза». Летом 2021 года подписал свой первый профессиональный контракт с немецким «Штутгартом». 20 ноября в матче против дортмундской «Боруссии» дебютировал в Бундеслиге.
11 июля 2022 года Тибиди перешёл в аренду в австрийский «Альтах» на сезон 2022/23.
В сентябре 2023 года до конца сезона 2023/24 перешёл на правах аренды в нидерландский НЕК. В декабре НЕК досрочно расторг арендное соглашение из-за состояния здоровья Тибиди.